# 2007 en Suisse

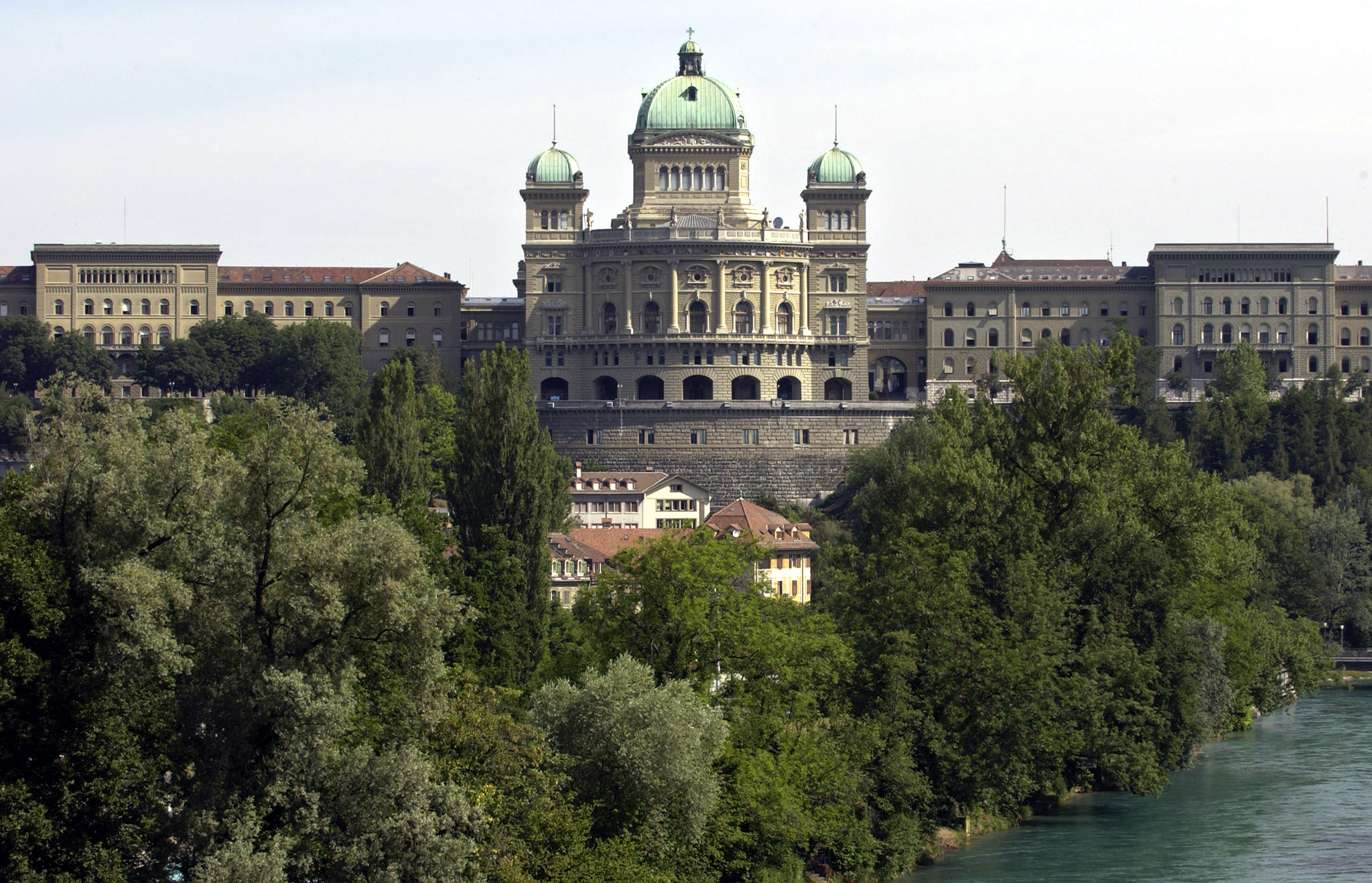
Le palais fédéral suisse

Chronologie de la Suisse
- 2003
- 2004
- 2005
- 2006
- 2007
- 2008
- 2009
- 2010
- 2011

2005 par pays en Europe - 2006 par pays en Europe - 2007 par pays en Europe - 2008 par pays en Europe - 2009 par pays en Europe
2005 en Europe - 2006 en Europe - 2007 en Europe - 2008 en Europe - 2009 en Europe

## Gouvernement au 1erjanvier 2007
- Conseil fédéral[1]:
  - Micheline Calmy-Rey, (PS/GE), présidente de la Confédération
  - Pascal Couchepin, (PRD/VS), vice-président de la Confédération
  - Christoph Blocher, (UDC/ZH)
  - Moritz Leuenberger, (PS/ZH)
  - Doris Leuthard, (PDC/AG)
  - Hans-Rudolf Merz, (PRD/AR)
  - Samuel Schmid, (UDC/BE)

## Événements

### Janvier
Lundi 1er janvier 
- Micheline Calmy-Rey prend ses fonctions de présidente de la Confédération.
- Swisscom remplace le traditionnel numéro 111 des renseignements par le 1811.

 Lundi 15 janvier 
- Décès à Neuchâtel, à l’âge de 93 ans, du sculpteur André Ramseyer.

 Samedi 20 janvier 
- Décès à Lonay (VD), à l’âge de 92 ans, de l’ancien pilote automobile Toulo de Graffenried.
- 24 janvier : à Davos Ouverture du forum économique mondial, jusqu'au 28 janvier.

### Février
Mercredi 7 février 
- Les quotidiens L’Express, L’Impartial et Le Journal du Jura sortent le premier numéro de la nouvelle formule associant les trois titres.

 Dimanche 11 février 
- Élections cantonales à Bâle-Campagne. Adrian Ballmer (PRD), Peter Zwick (PDC), Sabine Pegoraro (PRD), Jörg Krähenbühl (UDC) et Urs Wüthrich (PSS) sont élus au Conseil d’État lors du 1er tour de scrutin.

 Vendredi 16 février 
- Décès à Genthod (GE), à l’âge de René Schenker, ancien directeur de la Télévision suisse romande.

 Dimanche 18 février 
- Inauguration du stade de la Maladière à Neuchâtel.

### Mars
Dimanche 11 mars 
- Votations fédérales. Le peuple rejette, par 1 590 213 non (71,2 %) contre 641 917 oui (28,8 %), l'initiative populaire « Pour une caisse maladie unique et sociale ».

 Samedi 17 mars 
- Décès à Davos (GR), à l’âge de 87 ans, du ténor Ernst Haefliger.

 Dimanche 25 mars 
- Décès à l’âge de 85 ans, de Pierre Arnold, ancien directeur général des coopératives Migros.

### Avril
Dimanche 1er avril 
- Élections cantonales au Tessin. Laura Sadis (PRD), Marco Borradori (Lega), Gabriele Gendotti (PRD), Luigi Pedrazzini (PDC) et Patrizia Pesenti (PSS) sont élus au Conseil d’État lors du 1er tour de scrutin.

 Samedi 7 avril 
- Pour la vingt-huitième fois de son histoire, le HC Davos devient champion de Suisse de hockey-sur-glace.

 Jeudi 12 avril 
- Le Tessin est le premier canton suisse à bannir la fumée des établissements publics et des espaces fermés accessibles au public.

 Dimanche 15 avril 
- Élections cantonales à Zurich. Ursula Gut (PRD), Thomas Heiniger (PRD), Hans Hollenstein (PDC), Markus Notter (PSS), Regine Aeppli (PSS), Markus Kägi (UDC) et la sortante Rita Fuhrer (UDC) sont élus au Conseil d’État lors du 1er tour de scrutin.

### Mai
Mardi 1er mai 
- Théo Bouchat devient directeur général d'Edipresse Suisse.

Jeudi 3 mai
- Décès à Lausanne, à l'âge de 91 ans, de l'humoriste et chansonnier Jack Rollan.

Samedi 5 mai
- La presse confirme que l'édition 2008 de la Gay Pride aura bel et bien lieu à Bienne, le 21 juin 2008. Quelques doutes subsistaient quant à la tenue de la manifestation, annulée en 2007 à Fribourg, pour des raisons financières notamment. Le même jour, par coïncidence, une première suisse romande a lieu à Bienne, avec la bénédiction par l'Église réformée du partenariat de deux homosexuels devant quelque 200 personnes. De telles bénédictions ont déjà eu lieu en Suisse alémanique, mais jamais encore en Suisse romande. La cérémonie organisée à Bienne ce samedi 5 mai se fait en parfaite conformité avec les règles de l'Église réformée locale. La moitié de la collecte sera reversée à Pink Cross, l'association faitière des homosexuels en Suisse.

 Dimanche 6 mai 
- La landsgemeinde de Glaris accorde le droit de vote à l’âge de 16 ans au niveau cantonal. Il s’agit du premier canton suisse qui abaisse la majorité civique.

Samedi 12 mai
- La Neuchâteloise Ivana Dugalic (21 ans) est couronnée Miss Suisse romande 2007. Elle succède à Chloé Devinaz, Miss Suisse romande 2006, et à Nadine Thalmann, Miss Beauté romande 2006 (en 2006, le concours a connu des divisions et la création d'un 2e concours, Miss Beauté romande; les deux compétitions se sont rapprochées début 2007, fusionnant en Miss Beauté Suisse romande puis Miss Suisse romande peu avant la finale). La finale a eu lieu à Genève, entre 15 candidates. Le résultat est annoncé à la gagnante par SMS, pour la première fois. Jessica Sbaraglia (JU) est première dauphine, suivie par Catia da Silva (NE), deuxième dauphine.

Mardi 15 mai
- Ouverture du procès Skyguide, ou procès de l'accident aérien d'Überlingen : la société suisse de surveillance aérienne Skyguide fait face à la justice pour étudier d'éventuels manquements de sa part ayant occasionné une collision entre deux avions (un Tupolev Tu-154 et un Boeing 757) en plein ciel au-dessus d'Überlingen (au bord du lac de Constance) le 1er juillet 2002. Le crash avait causé la mort de 71 personnes, les 69 occupants du Tupolev et les deux pilotes du 757. Parmi les passagers se trouvaient 49 enfants russes se rendant en vacances en Espagne. Meurtri par le drame, un père de famille russe avait poignardé à mort l'aiguilleur du ciel en fonction ce soir-là, en se rendant à son domicile ; il a été ensuite condamné pour meurtre avec préméditation. Huit employés de skyguide, dont un autre aiguilleur, qui avait pris une pause peu avant le drame, prennent place sur le banc des accusés. Ils doivent répondre notamment d'homicide par négligence. Le procès doit durer 15 jours.

Mercredi 16 mai
- Des chercheurs suisses et européens (parmi lesquels le professeur genevois Michel Mayor) ont découvert l'existence d'une exoplanète qui aurait des chances d'être habitable, grâce à la possible présence d'eau à sa surface. La nouvelle a été annoncée par le célèbre magazine scientifique Nature. Cette planète se situe dans un petit système solaire (baptisé le Trident de Neptune) composé d'une étoile gazeuse et d'une 2e planète. Ce système est éloigné de notre Terre par 40 années-lumière.

Mercredi 23 mai
- Le Conseil fédéral, pendant sa séance hebdomadaire, réfléchit à la réorganisation de ses départements dans un avenir proche. Lancinante, cette question revient régulièrement occuper le débat politique, sans résultat concret. Un projet de créer des postes de secrétaires d'État pour aider les conseillers fédéraux dans leur tâche avait notamment été refusé en votation populaire en 1995. Dernière révision en date : en 1998, le sport a été rattaché à la Défense, alors que l'environnement s'est ajouté aux compétences du conseiller fédéral chargé des transports et de l'énergie. Actuellement, il serait prévu de créer un département de l'Éducation et un grand département de la Sécurité. Des divergences d'opinion existent au sein du Conseil fédéral. Pour le moment, la réforme semble déboucher quasiment sur un statu quo, en attendant de nouvelles décisions.

Jeudi 24 mai 
- La Commission du Grütli décide d'annuler les festivités du 1er août sur la plaine du Grütli. Principale raison de cette décision: la menace posée par des groupuscules d'extrême droite qui ont pris l'habitude de manifester bruyamment pendant les discours tenus à l'occasion de la Fête nationale. Les cantons de Suisse centrale n'ayant pas réussi à se mettre d'accord sur le partage des frais de sécurité, la Commission du Grütli préfère renoncer à organiser la fête. La polémique dure déjà depuis janvier. La présidente de la Confédération Micheline Calmy-Rey annonce son intention de tenir malgré tout un discours le 1er août sur le Grütli.
- Le FC Zurich s’adjuge, pour la onzième fois de son histoire, le titre de champion de Suisse de football.
- Le groupe de presse zurichois Tamedia, qui édite le Tages-Anzeiger, rachète le groupe de presse bernois Espace Media Groupe qui édite la Berner Zeitung.
- Décès à Küsnacht  (ZH), à l’âge de 90 ans, chef d’orchestre Cédric Dumont

Vendredi 25 mai 
- Un comité (proche de la gauche, des Verts et du Groupe pour une Suisse sans armée, ou GSSA) annonce son intention de lancer une initiative populaire  limitant le droit des citoyens suisses de conserver des armes à feu à domicile, comme c'est le cas actuellement, notamment avec le fusil militaire. Des conditions plus strictes seraient établies pour autoriser ou non la possession d'une arme à feu à domicile. La récolte de signatures devrait commencer en août, ce qui aurait pour effet d'inscrire cette thématique dans la campagne des élections fédérales de l'automne 2007.

 Mardi 29 mai 
- Coop rachète à Jelmoli la chaîne de magasins d’électroménager et de multimédia Fust.
- Visite officielle de Norodom Sihamoni, roi du Cambodge.

### Juin
Vendredi 1er juin 
- Visite officielle de Michelle Bachelet, présidente de la République du Chili.

 Samedi 9 juin 
- Inauguration de la Tangente nord de Bâle reliant, sur un tronçon de 3,2 km, l'autoroute française A35 au réseau autoroutier suisse.

 Jeudi 14 juin 
- Décès à Lausanne, à l’âge de 58 ans, de l’humoriste François Silvant.

 Vendredi 15 juin 

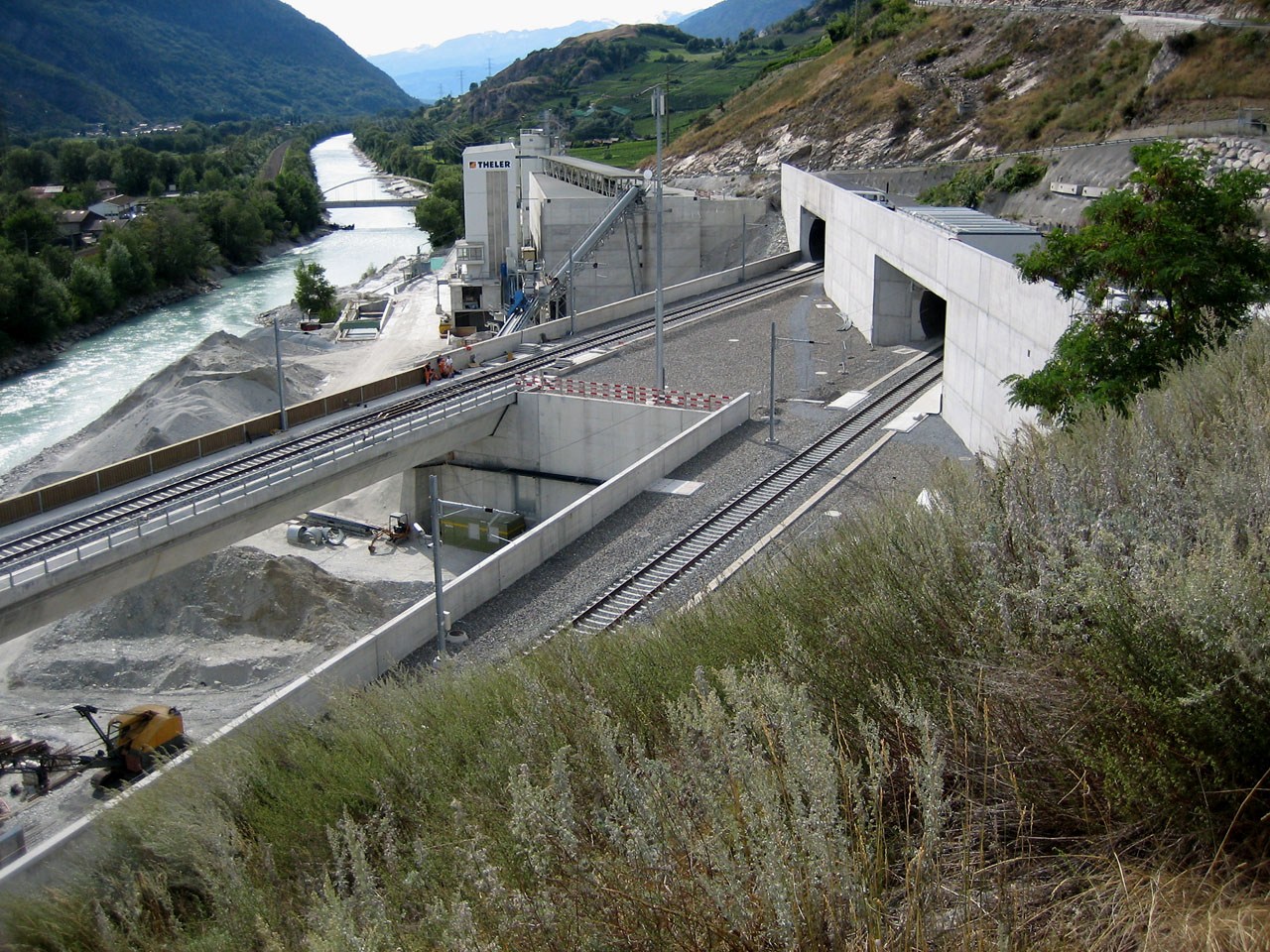
Portail sud du Lötschberg

- Inauguration du Tunnel de base du Lötschberg — tunnel ferroviaire terrestre le plus long du monde — d'une longueur de 34,6 kilomètres, dans le sud de la Suisse, où il relie les cantons de Berne et du Valais.

 Dimanche 17 juin 
- Votations fédérales. Le peuple approuve, par 1 039 282 oui (59,1 %) contre 719 628 non (40,9 %), la modification de la loi fédérale sur l’assurance-invalidité.

 Mercredi 20 juin 
- Premier numéro d’Edelgirl, magazine destiné aux adolescentes francophones publié par le groupe Ringier.

 Jeudi 21 juin 
- Les intempéries provoquent des inondations, coulées de boue et chutes d'arbres dans tout le pays. Le canton de Schwytz est particulièrement touché. Le trafic ferroviaire est interrompu durant plusieurs heures entre Berne et Fribourg.

 Dimanche 24 juin 
- Le Russe Vladimir Karpets remporte le Tour de Suisse cycliste
- Décès à Eysins (VD), à l’âge de 75 ans, de l’ancien diplomate Édouard Brunner.

 Jeudi 28 juin 
- Lavaux entre au patrimoine mondial de l'UNESCO.

### Juillet
Jeudi 12 juillet 
- Six militaires perdent la vie dans un accident de montagne à la Jungfrau.

### Août
Mercredi 1er août 
- Fête nationale au Grütli. Devant 2 000 personnes, Micheline Calmy-Rey, présidente de la Confédération, et Christine Egerszegi, présidente du Conseil national plaident pour la tolérance, l'union et la capacité de compromis qui font la force de la Suisse.

 Jeudi 9 août 
- De fortes pluies provoquent des inondations dans le Chablais, dans la région de Fribourg et dans l’Arc jurassien, où les villes de Delémont et de Laufon sont sous l’eau. Le trafic ferroviaire est interrompu durant plusieurs jours entre Berne et Fribourg.

 Jeudi 30 août 
- Inauguration du Stade du Letzigrund rénové à Zurich.

### Septembre
Mardi 4 septembre 
- Le groupe Nestlé rachète les eaux minérales Henniez.

 Dimanche 16 septembre 
- Décès à Corcelles-le-Jorat (VD), à l’âge de 71 ans, du compositeur et chef d’orchestre Jean Balissat.

 Mardi 28 septembre 
- Inauguration des nouveaux locaux de l’École cantonale d'art de Lausanne, dans l'ancienne usine Iril de Renens (VD).

### Octobre
Samedi 6 octobre 
- 10 000 membres et sympathisants de l’(UDC) participent à une manifestation pré-électorale à Berne. Des heurtes opposent des manifestants anti-UDC à la police.

 Samedi 13 octobre 
- Quelque 10 000 personnes assistent à un concert gratuit organisé par le (PDC) sur la place Fédérale à Berne.

 Dimanche 14 octobre 
- Décès à Lausanne, à l’âge de 85 ans, de l’écrivain Jeanlouis Cornuz.

 Dimanche 21 octobre 
- Élections fédérales suisses de 2007. L’UDC sort gagnante avec 29 % des suffrages et un record historique de 62 sièges (+ 7). Les Verts gagnent 6 sièges, le PDC 3 sièges. Le PRD perd 5 sièges. Le PSS perd 9 sièges et passe sous la barre des 20 % (19,3 %).

### Novembre
Mardi 6 novembre 
- Décès à Genève, à l’âge de 77 ans, de Madeleine Stalder, ancienne speakerine de la Télévision suisse romande.

 Vendredi 16 novembre 
- Fusion entre les caisses-maladie CSS et Intras. Avec 1,6 million d'assurés, le nouveau groupe contrôlera près d’un cinquième du marché.

 Jeudi 22 novembre 
- Décès à Lausanne, à l’âge de 80 ans, de Maurice Béjart, directeur du Béjart Ballet Lausanne.

 Vendredi 30 novembre 
- Ouverture d’un tronçon de 4,3 km, sur l’autoroute A16, entre Moutier et Choindez.

### Décembre
Mardi 4 décembre 
- Visite officielle du président roumain Traian Băsescu.

 Samedi 8 décembre 
- Inauguration à Genève, d’une ligne de tram longue de 3,6 km, entre la gare Cornavin et la cité-satellite des Avanchets à Vernier.

 Mercredi 12 décembre 
- Lors de l'élection du Conseil fédéral, Christoph Blocher n'est pas réélu par le parlement qui lui préfère sa collègue de parti Eveline Widmer-Schlumpf. Pascal Couchepin est élu président pour 2008 et Hans-Rudolf Merz vice-président, la chancelière élue Corina Casanova remplace Annemarie Huber-Hotz.

 Mercredi 13 décembre 
- Eveline Widmer-Schlumpf accepte son élection comme conseillère fédérale après avoir demandé et obtenu une journée de réflexion.
- Réorganisation du groupe Novartis qui envisage la suppression de 500 emplois en Suisse et de 2500 postes à l'échelle mondiale.

 Mercredi 19 décembre 
- Décès à Lausanne, à l’âge de 76 ans, de l’animateur de radio et écrivain Émile Gardaz.